# Marcus Lamb
Pour les articles homonymes, voir Lamb.
Marcus Daron Lamb (7 octobre 1957 - 30 novembre 2021) était un télévangéliste chrétien évangélique, théologien de la prospérité, diffuseur chrétien et militant anti-vaccin américain,,. Il était le cofondateur, président et PDG du Daystar Television Network, qui en 2010 prétendait être le deuxième plus grand réseau de télévision chrétien au monde, avec une valeur revendiquée de 230 millions de dollars américains. Il est décédé en 2021 de la COVID-19 après avoir minimisé l'importance du virus et encouragé les auditeurs à ne pas se faire vacciner.

## Controverses
Lamb's Daystar TV a demandé et obtenu un prêt dans le cadre du programme de protection des chèques de paie (PPP) du gouvernement des États-Unis 2020 pour aider à payer les salaires des employés pendant les restrictions dues à la pandémie de COVID-19 ; le groupe a reçu 3,9 millions de dollars.
Peu de temps après avoir reçu les fonds, l'église a acheté un avion Gulfstream V estimé à 8 à 10 millions de dollars américains. En décembre 2020, Daystar TV a remboursé le prêt avec intérêts après que l'émission télévisée Inside Edition ait enquêté sur l'achat de l'avion, qui avait été utilisé pour les vacances de la famille Lamb.
Pendant la pandémie, Lamb et Daystar ont prêché un message anti-vaccin, accueillant de nombreux militants anti-vaccins tels que Robert Francis Kennedy Jr. et Del Bigtree, et publiant sur le site Web de Daystar que les vaccins sont la « chose la plus dangereuse » pour les enfants. Lorsque Lamb est tombé malade du COVID-19, son fils a qualifié l'infection d'« attaque spirituelle de l'ennemi »,.

## Décès
Lamb est décédé des complications du COVID-19 à Bedford, au Texas, le 30 novembre 2021, lors de la pandémie de COVID-19 au Texas,. Il était diabétique.
Il avait déclaré avoir pris de l'ivermectine, un médicament antiparasitaire dont il n'a pas été prouvé qu'il protège contre le COVID-19,, et dont l'utilisation n'est pas recommandée par les autorités médicales.